# Диксон, Джон (английский спортсмен)
Джон О́джер Ди́ксон (англ. John Auger Dixon); 27 мая 1861 — 8 июня 1931) — английский крикетист и футболист. Был капитаном крикетного клуба графства Ноттингемшир, выступал футбольные клубы «Ноттс Каунти» и «Коринтиан», а также за футбольную сборную Англии.

## Биография
С 1882 по 1905 год выступал за крикетный клуб графства Ноттингемшир. Был капитаном клуба в 1889 по 1899 год.
В сезонах 1883/84 и 1884/85 выступал за футбольный клуб «Ноттс Каунти». В то же время играл за любительский клуб «Коринтиан» в качестве гостя.
14 марта 1885 года провёл свой единственный матч за футбольную сборную Англии: это была игра Домашнего чемпионата против сборной Уэльса на стадионе «Лемингтон Роуд» в Блэкберне. Матч завершился вничью со счётом 1:1.
В 1886 году завершил футбольную карьеру из-за проблем со здоровьем, но продолжал играть в крикет. Был президентом крикетного клуба графства Ноттингемшир до самой своей смерти в 1931 году. Управлял фирмой по производству одежды Dixon & Parker, а также был мировым судьёй с октября 1911 года.